# Giuseppe Bossi (calciatore)
Giuseppe Bossi, soprannominato Jojo (29 agosto 1911 – ...) è stato un calciatore svizzero, di ruolo attaccante.

## Statistiche

### Cronologia presenze e reti in Nazionale
| Cronologia completa delle presenze e delle reti in nazionale ― Svizzera | Cronologia completa delle presenze e delle reti in nazionale ― Svizzera | Cronologia completa delle presenze e delle reti in nazionale ― Svizzera | Cronologia completa delle presenze e delle reti in nazionale ― Svizzera | Cronologia completa delle presenze e delle reti in nazionale ― Svizzera | Cronologia completa delle presenze e delle reti in nazionale ― Svizzera | Cronologia completa delle presenze e delle reti in nazionale ― Svizzera | Cronologia completa delle presenze e delle reti in nazionale ― Svizzera |
| Data                                                                    | Città                                                                   | In casa                                                                 | Risultato                                                               | Ospiti                                                                  | Competizione                                                            | Reti                                                                    | Note                                                                    |
| ----------------------------------------------------------------------- | ----------------------------------------------------------------------- | ----------------------------------------------------------------------- | ----------------------------------------------------------------------- | ----------------------------------------------------------------------- | ----------------------------------------------------------------------- | ----------------------------------------------------------------------- | ----------------------------------------------------------------------- |
| 3-12-1933                                                               | Firenze                                                                 | Italia                                                                  | 5 – 2                                                                   | Svizzera                                                                | Coppa Internazionale 1933-1935                                          | 1                                                                       |                                                                         |
| 11-3-1934                                                               | Parigi                                                                  | Francia                                                                 | 0 – 1                                                                   | Svizzera                                                                | Amichevole                                                              | -                                                                       |                                                                         |
| 25-3-1934                                                               | Genova                                                                  | Svizzera                                                                | 2 – 3                                                                   | Austria                                                                 | Coppa Internazionale 1933-1935                                          | 1                                                                       |                                                                         |
| 27-5-1934                                                               | Milano                                                                  | Paesi Bassi                                                             | 2 – 3                                                                   | Svizzera                                                                | Mondiali 1934 - Primo turno                                             | -                                                                       |                                                                         |
| Totale                                                                  |                                                                         | Presenze                                                                | 4                                                                       |                                                                         | Reti                                                                    | 2                                                                       |                                                                         |